# Navigators of Dune
Navigators of Dune è un romanzo di fantascienza del 2016 di Brian Herbert e Kevin J. Anderson, ambientato nell'universo di Dune ideato da Frank Herbert. 
È il terzo ed ultimo romanzo della trilogia Great Schools of Dune, che si propone di descrivere la fondazione di diverse scuole che risultano importanti nei romanzi successivi di Dune, e come tale è un prequel del romanzo originale Dune di Frank Herbert del 1965.
Il romanzo  è inedito in italiano.
Ambientata quasi un secolo dopo gli eventi del libro The Battle of Corrin, il romanzo narra gli inizi di Bene Gesserit, Mentat, scuole Suk e della Gilda Spaziale, che sono tutti minacciati dalle forze indipendentiste anti-tecnologia, che hanno guadagnato potere in seguito alla Jihad Butleriana. Più in generale tutta la trilogia Great Schools of dune, menzionata per la prima volta da Anderson in un post sul suo blog nel 2010, narra i primi anni di queste organizzazioni, le cui figure sono prominenti nei romanzi originali di Dune. 10.191 anni prima della morte del Duca Leto Atreides in Dune. I tanti punti di vista dei numerosi personaggi in gioco consegnano l’epica galattica. Tre grandi fazioni si contendono il controllo dell’Imperium degli umani: fanatici Butleriani, Imprese Venport e dinastia Corrino. Tra viaggi individuali e agnizioni collettive, si dipana la fitta ragnatela di macchinazioni politiche e dolorose tragedie. Inizia il calendario herbertiano. Navigators of Dune debutta il 13 settembre 2016.

## Trama
L’Imperium è in subbuglio: l’imperatore Roderick Corrino, da poco asceso al trono su Salusa Secundus, si trova a fronteggiare il potente Josef Venport, direttore delle Venport Holdings, che domina il commercio interstellare grazie alla piegatura dello spazio e che è implicato nell’assassinio del precedente imperatore Salvador. Al terzo polo dello scontro si colloca il Movimento Butleriano, guidato dal fanatico Manford Torondo, che lotta per l’eradicazione di ogni tecnologia avanzata. Torondo, considerato dai suoi seguaci l’erede spirituale di Serena Butler, non esita a ricorrere a metodi estremi, inclusi attentati e attacchi brutali, per trascinare la società verso un’era di oscurantismo e fanatismo.
L’imperatore, consapevole della necessità di mantenere attivi i commerci gestiti dai Navigatori di Venport, cerca un delicato equilibrio tra la vendetta personale e la stabilità dell’Imperium. Intanto, figure chiave si muovono tra intrighi e tradimenti: Valya Harkonnen, Madre Superiora delle Bene Gesserit, sviluppa le fondamenta del sistema Prana-Bindu; Draigo Roget, il più grande Mentat vivente, collabora con Venport pur essendo affascinato dalla misteriosa macchina vivente Erasmus; Norma Cenva, semi-divinità protettrice dei Navigatori, continua a evolvere lontano dall’umanità, mentre Vorian Atreides, antico eroe della Jihad Butleriana, cerca di porre fine all’ancestrale faida tra gli Atreides e gli Harkonnen.
Il conflitto esplode con la prima campagna militare Corrino contro le Venport Holdings, durante la quale gli eserciti imperiali subiscono gravi perdite a causa delle superiori tecnologie di Venport e degli errori tattici derivanti dall’assenza dei Navigatori. Nel frattempo, il fanatico Torondo entra in possesso di armi atomiche proibite risalenti alla Jihad Butleriana e lancia un devastante attacco nucleare su Kolhar, quartier generale delle Venport Holdings. Sebbene sopravvissuto grazie alle visioni preveggenti di Norma Cenva, Josef Venport è costretto a ritirarsi su Arrakis, pianificando una controffensiva. L’attacco nucleare Butleriano suscita l’ira di Roderick Corrino, che teme che simili armi possano essere utilizzate anche contro Salusa Secundus.
La lotta culmina nella distruzione di Lampadas, roccaforte del Movimento Butleriano. Josef Venport lancia i suoi Cymek – macchine da guerra equipaggiate con cervelli umani – contro i fanatici di Torondo, ma subisce gravi perdite a causa delle tattiche suicide degli adepti Butleriani. Alla fine, il leader dei Butleriani viene ucciso, lasciando il movimento decapitato e privo di forza militare. Tuttavia, l’imperatore Roderick coglie l’opportunità di attaccare entrambe le fazioni indebolite e di consolidare il suo potere.
L’assedio finale si svolge su Denali, ultimo rifugio delle Venport Holdings. Josef, abbandonato da Norma Cenva e tradito dal destino, si arrende alla trasformazione in Navigatore per salvarsi dall’esecuzione. Intanto, la tragica fine di Anna Corrino, sorella dell’imperatore, spinge Roderick a distruggere ogni residuo delle Venport Holdings, confiscando i beni dell’impresa e ponendo fine alla sua egemonia commerciale. Norma Cenva negozia la creazione della Gilda Spaziale, che assume il controllo esclusivo dei viaggi interstellari basati sulla Spezia, garantendo all’Imperium un futuro stabile, pur privo della tecnologia delle macchine pensanti.
Con la vittoria sui Butleriani e sulle Venport Holdings, la Casa Corrino consolida il proprio dominio. Su Salusa Secundus, l’imperatore Roderick celebra il trionfo, mentre Norma Cenva proclama ufficialmente la fondazione della Gilda Spaziale, segnando l’inizio di una nuova era per l’Imperium. 